# مسجد حاتم
مسجد حاتم هو من أشهر المساجد في حي سموحة بالإسكندرية وأعرقها تاريخيًا. يقع المسجد بشارع يحمل اسمه «شارع مسجد حاتم» وهو كبير نسبيًا وله سلالم وساحة ومبنى تابعين له.
.

## معرض صور

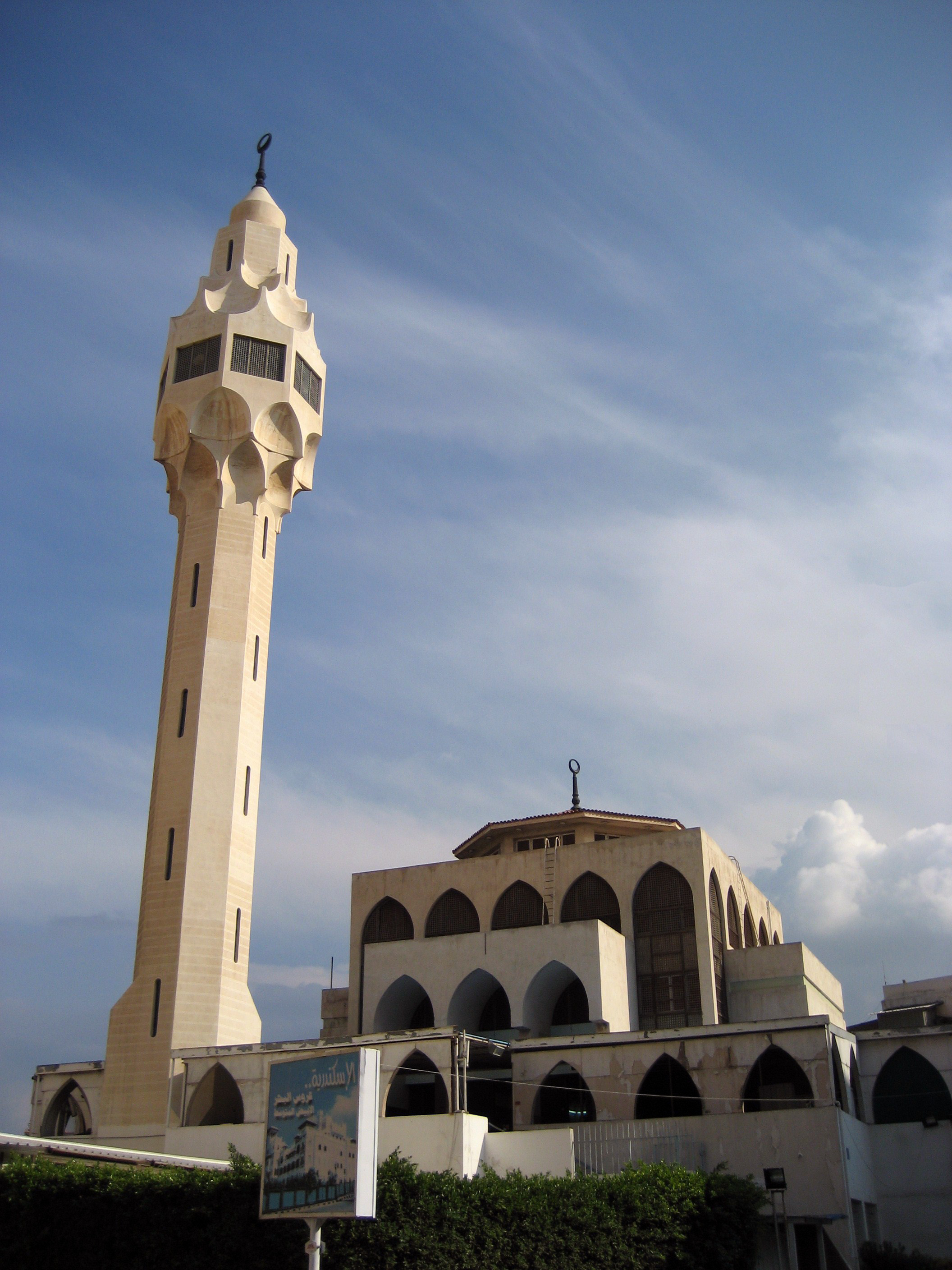
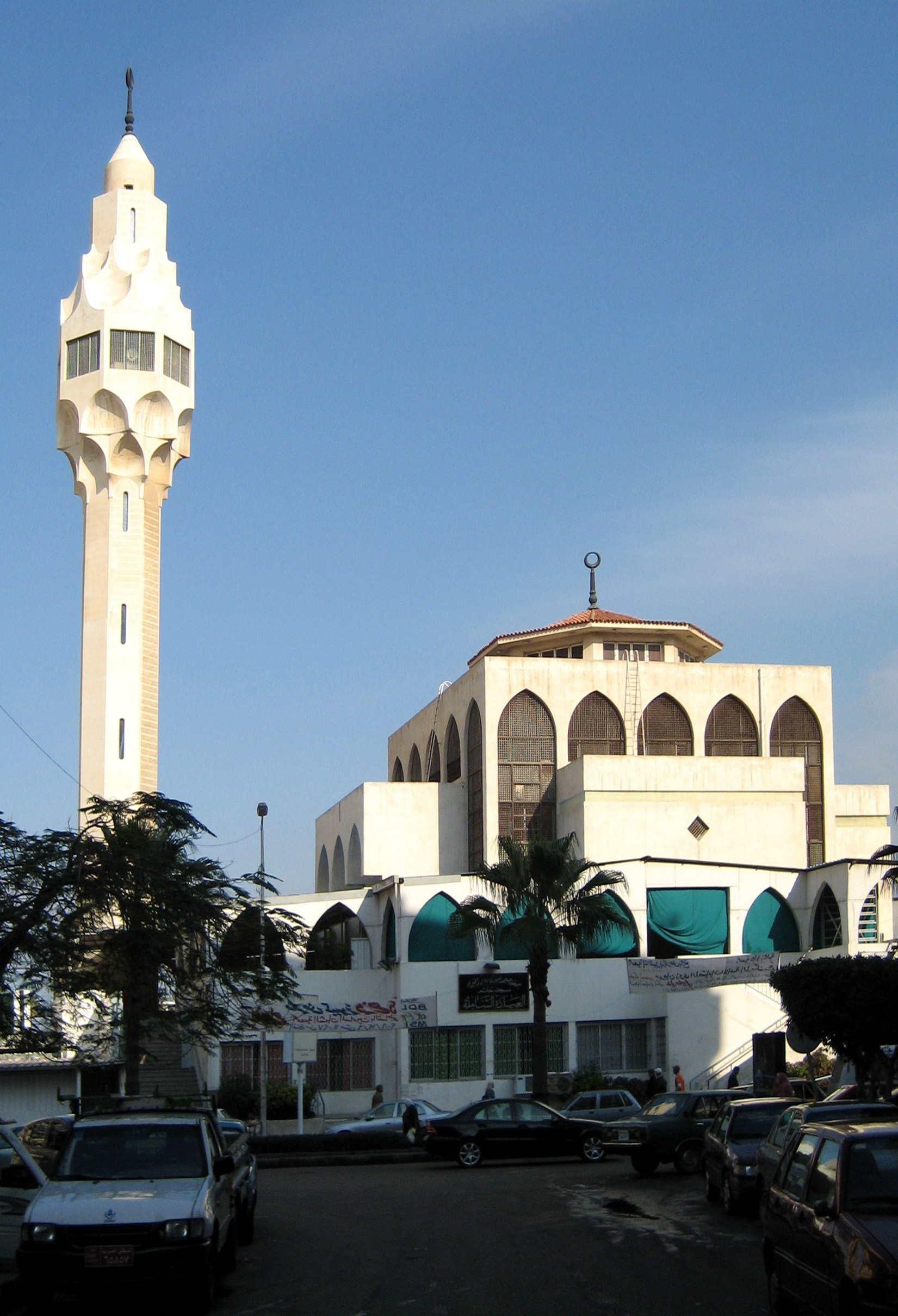
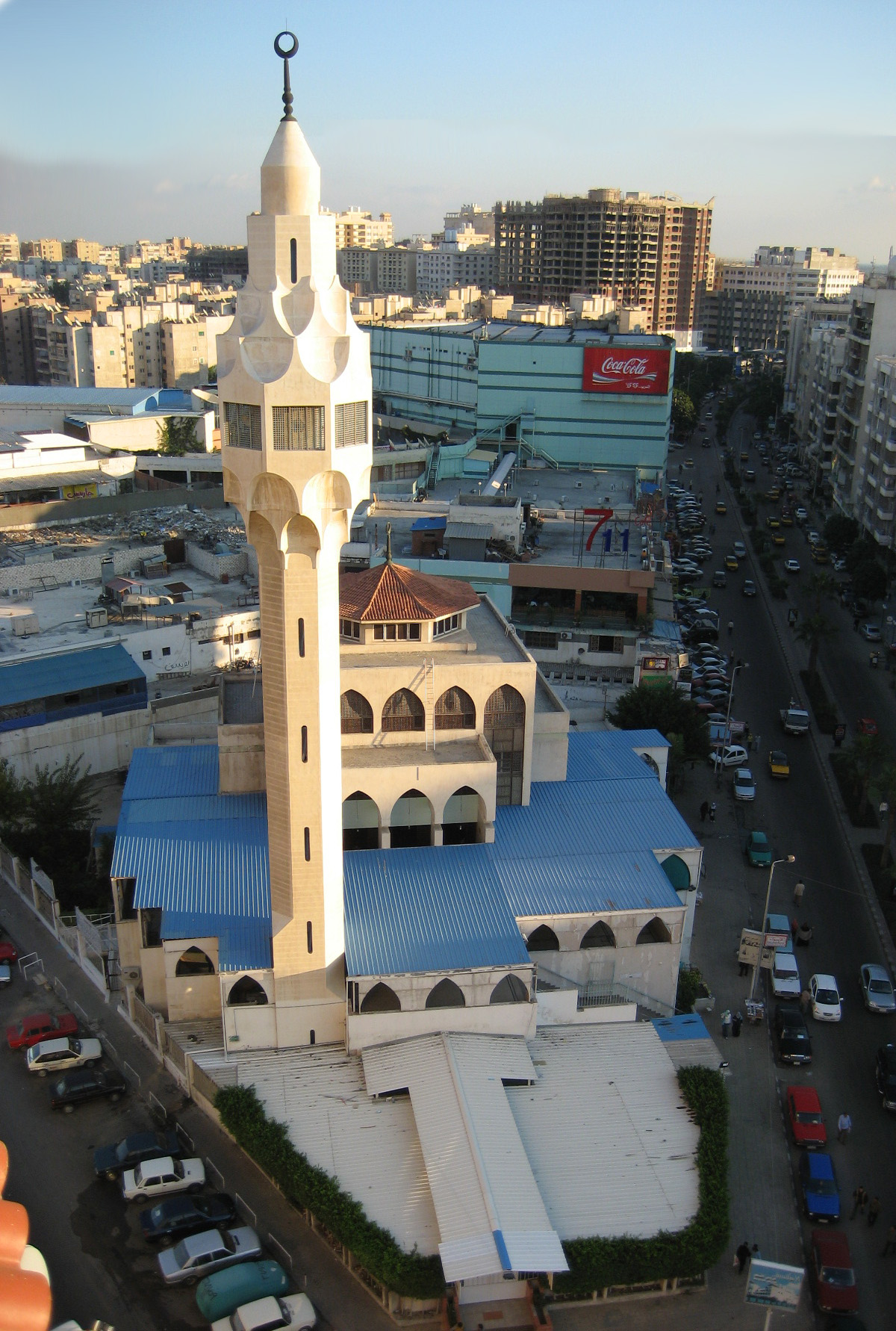
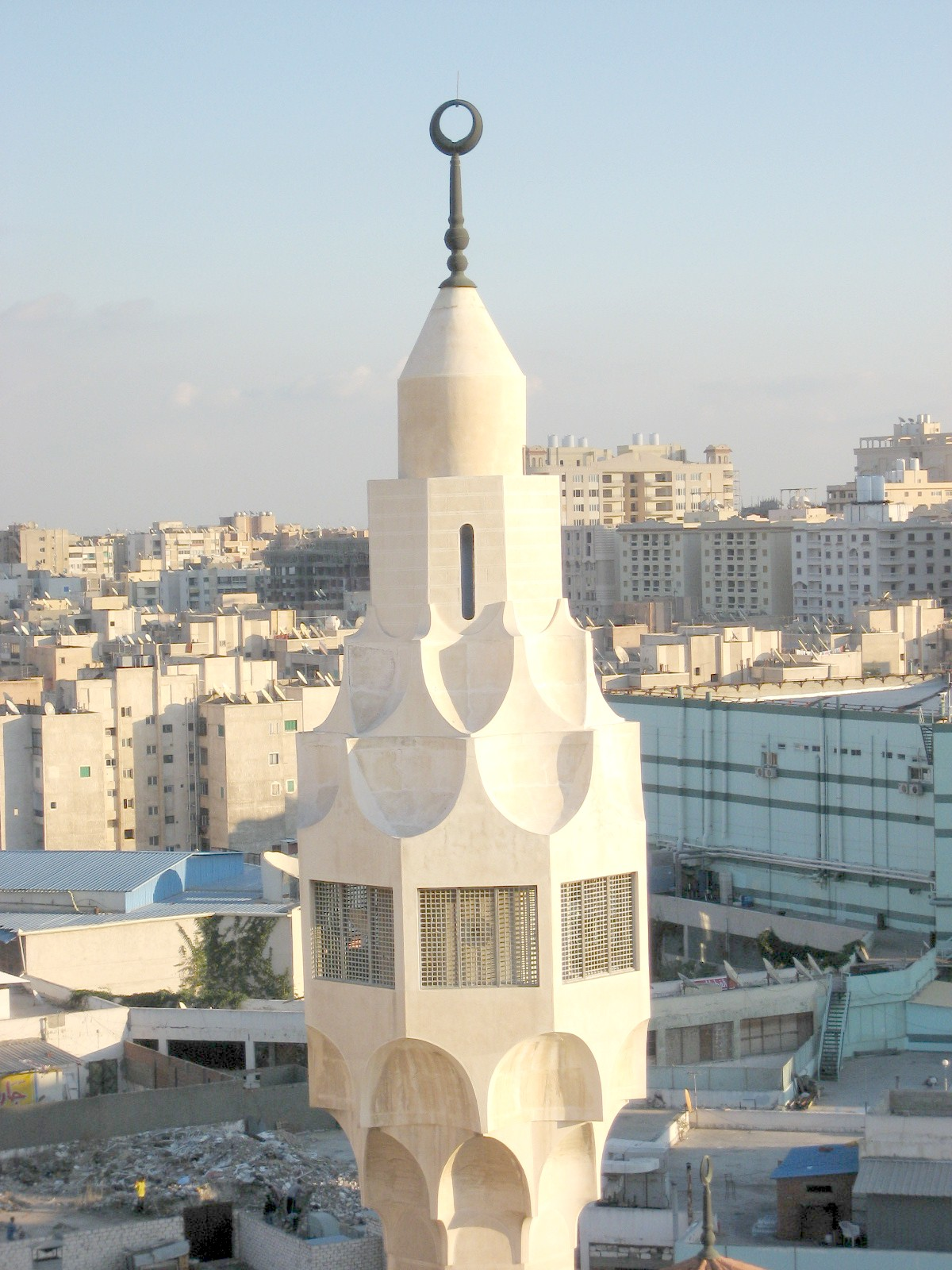